# The Empty Hearse
The Empty Hearse (El coche fúnebre vacío) es el séptimo episodio de la serie británica Sherlock. Es el primero de la tercera temporada.
Está basado en el relato La casa deshabitada, y narra el regreso de Sherlock Holmes tras su falsa muerte en The Reichenbach Fall, luego de dos años de ausencia.

## Sinopsis
The Empty Hearse comienza dos años después de los terribles acontecimientos relatados en The Reichenbach Fall. Watson ha retomado su vida, nuevos horizontes se le abren, le llega el amor y con ello las esperanzas de una vida más tranquila, a diferencia de la que llevaba cuando vivía Holmes. Pero sobre Londres pende la amenaza de un ataque terrorista. Hecho que hará que Sherlock Holmes esté a punto de volver de la tumba y resucitar de entre los muertos, con toda la teatralidad que le gusta al detective y que le resulta tan natural. Pero que para Watson es una advertencia sobre lo que desea para su vida. Sherlock regresa pensando que todo sigue tal y cómo lo dejó, pero se lleva una gran sorpresa.

## Argumento
Dos años después de su falsa muerte (The Reichenbach Fall), Sherlock Holmes (Benedict Cumberbatch) ha sido totalmente liberado de las acusaciones calumniosas que originó James Moriarty (Andrew Scott). La escena inicial muestra cómo pudo haber sobrevivido el detective: saltando desde el techo con una cuerda de puentismo, y entrando al edificio irrumpiendo por una ventana donde allí lo esperaba Molly Hopper (Louise Brealey). Mientras, miembros de la red de vagabundos del detective ponen una máscara de Sherlock al cadáver de Moriarty para hacerlo pasar por él, llevaron el cadáver al sitio donde Sherlock debió haber caído, y lo rociaron con sangre falsa. Mientras esto ocurría, John (Martin Freeman) estaba en el suelo, tendido, golpeado por un ciclista que formaba parte del plan. Derrewn Brown aparece e hipnotiza a John para dar tiempo a los demás a preparar el escenario. Sin embargo, todo esto es sólo una teoría de Anderson (Jonathan Aris), quien se siente responsable por la muerte de Sherlock.
Sherlock regresa a Londres, llamado por su hermano Mycroft (Mark Gatiss), para ayudar a detener un próximo ataque terrorista contra la ciudad. John ahora tiene novia, Mary Morstan (Amanda Abbington), a quien tiene intención de pedirle matrimonio. En ese momento, Sherlock, disfrazado como un camarero francés, se acerca a la pareja, pero su viejo amigo no le reconoce. Cuando John le descubre, le agrede físicamente varias veces, teniendo que cambiar de lugar después de cada bronca, ya que Sherlock no cesa de provocarle. Finalmente John se niega a escucharle. Sherlock alista a Molly para que la asista en sus próximos casos, uno de ellos, la aparición de un esqueleto en un subterráneo, y un manuscrito: "¿Cómo lo hice?", de Jack el Destripador. Sin embargo, llega a la conclusión de que es falso. Ese día, más tarde, Mary recibe un mensaje para que vaya a rescatar a John, con una ubicación codificada. Ella y Sherlock se mueven en una moto que requisan, y logran rescatar a John, atrapado bajo una de las fogatas en honor a Guy Fawkes.
Sherlock y John empiezan a trabajar en el caso de Mycroft, que se revela como un "movimiento clandestino" (underground en inglés). Al descubrir que un miembro del parlamento del Reino Unido, Lord Moran, hace una aparición clave en un vídeo de seguridad de una estación del metro, entienden que la palabra "underground" hace referencia al Metro Subterráneo de Londres. Cuando descubren que hay una estación que se creó, pero nunca se abrió al público, se dirigen a ella. Allí descubren que todo el vagón está lleno de explosivos. Desde su hotel, Moran acciona la bomba, para dentro de dos minutos y medio, con la cual hará estallar el Congreso, el 5 de noviembre (referencia a la pista de Guy Fawkes), cuando va a votarse la ley antiterrorista. Sherlock dice a John que no sabe cómo desactivar la bomba, y finalmente, John perdona a Sherlock.
Una escena corta la situación, con Sherlock visitando a Anderson y revelándole cómo fingió su muerte como parte de desmantelar la red de Moriarty. Sherlock dice que él y Mycroft habían anticipado trece posibles formas de escapar desde el tejado de Barts, cada una de ellas recibió un nombre clave. Sin embargo, Sherlock no había anticipado que Moriarty se quitaría la vida, y recurrió al plan "LAZARUS". Su red de vagabundos cerró la calle, para que sólo estuvieran las personas indicadas, mientras John se dirigía al hospital en taxi. Sherlock se asegura de que John permanezca en un sitio donde un edificio bloquearía parte de su visión. La red de vagabundos y los hombres de Mycroft colocan una colchoneta justo debajo de Sherlock, y se retiran antes de que John llegue al lugar. A su vez, Molly arroja por la ventana el cuerpo del hombre que Moriarty utilizó para secuestrar a los niños en The Reichenbach Fall. John es golpeado intencionadamente por un ciclista, lo que permite retirar el falso cuerpo y que Sherlock se coloque en el sitio del cadáver, cubriéndose con sangre falsa, y usando una pelota de squash bajo el brazo para que se le detenga momentáneamente el pulso. Anderson pone en duda la veracidad de estos hechos.
De vuelta en el vagón, Sherlock empieza a reírse, revelando que la bomba tenía un interruptor de apagado, aunque era cierto que no sabía como desactivarla, mientras Lord Moran es arrestado. Más tarde, John pregunta a Sherlock por qué le secuestraron, aunque Holmes aún no tiene respuestas para ello. En la escena final, una cara de ojos azules y gafas contempla el momento en que Holmes y Mary rescataban a John del fuego.